# 마르셀 피셔
마르셀 피셔(독일어: Marcel Fischer, 1978년 8월 14일 ~ )는 스위스의 펜싱 선수로 주 종목은 에페이다. 2004년 하계 올림픽의 남자 에페 개인전에서 금메달을 획득하였다. 4년 전, 2000년 하계 올림픽의 개인전에서는 대한민국의 이상기와의 동메달 결정전에서 패해 4위를 기록하였다.
그는 올림픽 금메달로 2004년 스포츠 부문의 스위스 어워드를 수상 받았다.